# Velika nagrada Francije 1914
Velika nagrada Francije 1914 je bila edina dirka Grandes Épreuves v sezoni Velikih nagrad 1914. Odvijala se je 3. julija 1914 v Lyonu.

## Poročilo

### Pred dirko
Lista prijavljenih dirkačev, ki je bila omejena na tovarniška moštva, je vsebovala francoske konstruktorje Alda, Delage, Peugeot in Schneider, britanska, Vauxhall in Sunbeam, italijanske Fiat, Nazzaro in Aquila, nemška Opel in Mercedes ter švicarsko Pichard-Pictet, skupno sedemintrideset dirkalnikov trinajstih konstruktorjev iz šestih držav. Pravila za sezono 1914 so omejevala prostornino motorjev na 4,5 litra, minimalno maso dirkalnikov pa na 1100 kilogramov. Na tej dirki je bila prvič v zgodovini Grand Prix dirk omejena prostornina motorjev. Sicer so v sezoni potekale še druge dirke, toda ta je bila po slavi in statusu daleč najpomembnejša v sezoni.
Peugeot je pred dirko veljal za favorita, saj so imeli v moštvu tudi Georgesa Boillota, ki je zmagal na dirki za Veliko nagrado Francije v letih 1912 in 1913. Tudi nova pravila so šla Peugeotu na roko, saj so imeli veliko izkušenj z dirkanjem v razredu Voiturette. Za to dirko je Peugeot izdelal nov dirkalnik L45, ki je imel nekatere napredne tehnološke rešitve, tudi zavore na vseh štirih kolesih in motor z dvojno odmično gredjo v glavi motorja. Daimler-Motoren-Gesellschaft (Mercedes) je v želji, da bi premagal francoske konstruktorje, izdelal nov razmeroma majhen in lahek motor z visokimi obrati na minuto. Pred tem noben od Mercedesovih dirkalnikov ni presegel 1500 rpm, zdaj pa so želeli to vrednost podvojiti. Poleg tega pa so se skrbno pripravili na dirko tako, da so se močno poglobili v vsako podrobnost. DMG je imel že izkušnje z izgradnjo motorjev za letala, zato sta se Paul Daimler, lastnik ustanovitelja tovarne, in Fritz Nalliger odločila izdelati letalski motor za dirkalnik. 4-cilindrični motor M93654 je bil izdelan z individualnimi jeklenimi cilindri, ki so imeli privarjene vodne mehe ter vhodne in izpušne module. Ogrodje motorja je bilo izdelano iz posebnega jekla, ki je bilo dobavljeno iz Avstrije. Preizkusili so tako železne, kot tudi aluminijaste bate, končno odločitev pa so prepustili dirkačem. Peugeot je že leta 1912 izdelal motor z dvojno odmično gredjo, toda DMG se je konzervativno odločil za enojno odmično gred. Kot prvi Mercedesov motor je imel štiri ventile na cilinder, imel je tudi tri platinaste svečke, prostor pa je bil še za četrto. Motor je imel delovno prostornino 4,483 cm³ in je lahko proizvajal 105 KM pri 3100 rpm. Motor je izdelal avtomobilski oddelek tovarne, testiral pa ga oddelek za letalske motorje.
Šasija je bila evolucija dirkalnika iz leta 1913. Izdelana je bila iz prešanega jekla s pol-eliptičnimi vzmetmi na vseh štirih kolesih. Namesto običajnih blažilnikov so na vsako kolo dodali pomožne vzmeti. Hladilnik je bil stožčaste oblike, kar je pripomoglo k aerodinamiki dirkalnika. Diralnik je bil opremljen s pnevmatikami Continental in platišči Rudge-Withworth. DMG je bil blizu izbiri verižnega pogona, toda na koncu so se odločili za običajni prenos preko gredi. Dirkalnik je bil opremljen s štiri-stopenjskih menjalnikom in 13,5 inčnimi zavornimi bobni na zadnjih kolesih. DMG je pripravil dirkalnike zelo skrbno s pazljivostjo za vsako podrobnost. Tako so dvigalko in kladivo namestili med sedeža, na rezervoarju za gorivo pa je bila termo steklenica z osvežilnim napitkom. Dva nova dirkalnika sta bila končana do odhoda moštva na testiranje v Lyona april, ko ceste za dirko tam še niso bile zaprte. Steza je bila dolga 37,631 km, vsebovala je tako dolgo 10-kilometrsko ravnino, kot tudi počasne in zavite ovinke, zato je moštvom povzročala težave. Po obsežnih testiranjih se je moštvo Mercedesa odločilo, da steza zahteva pet-stopenjski menjalnik. Tako prošnjo je tovarna zavrnila, zato so le nastavili prestavna razmerja na 3,00 za prvo prestavo, 1,50 za drugo in 1,20 za tretjo. Četrta prestava pa je bila nastavljena na 2,70 ali 3,00. Medosna razdalja dirkalnika je bila skrajšana na 2844,8 mm, odstranili so tudi nekaj teže dirkalnika. Mercedesove priprave na dirko so bile zelo obsežne in kvalitetne ter so kasneje postale značilne na nemško tovarno. Za dirko so izdelali pet dirkalnikov in še dodaten testni dirkalnik. Vsak dirkalnik je bil izdelan posebej po merah posameznega dirkača. Moštvo je celo pobarvalo rezervoarje za gorivo, olje in vodo v različnih barvah, da ob postanku v boksih ne bi prišlo do zmede.
Ko so moštva prihajala na lyonsko dirkališče je bil v zraku občutek, da bo to posebna dirka, ki bo zaznamovala konec neke ere. Le nekaj dni pred tem, 28. junija, je bil v Sarajevu ubit avstro-ogrski prestolonaslednik Franc Ferdinand. Avstro-Ogrska je Srbijo zaprosila za polno preiskavo, Rusija se je postavila na stran Srbije, Francija na stran Rusije, Nemčija pa je bil s pogodbo povezana z Avstro-Ogrsko. Sovraštvo med Nemčijo in Francijo je bilo že starejše, saj Nemci še niso pozabili Napoleonovih vojnih pohodov, Francozi pa ne poraza leta 1870. Nemčija je imela načrte na napad na Francijo prek Belgije, Britanci pa so videli to kot grožnjo delom ob Rokavskem prelivu. Vse je bilo pripravljeno na izbruh.

### Dirka
Dirka je bila načrtovana za dvajset krogov, kar je pomenilo sedem ur dirkanja. Vsi Mercedesovi dirkači so načrtovali po en postanek v boksih na polovici dirke za menjavo pnevmatik, ne glede na njihovo obrabljenost, kar je bila noviteta na dirkah. Kot običajno za dirka iz tega obdobja, je štart potekal v parih dirkalnikov, ki so štartali na pol minute. Glavni favorit dirke. Georges Boillot, Peugeot, ki je veljal za najhitrejšega dirkača svoje dobe, je imel številko 5, Jules Goux, zmagovalec dirke Indianapolis 500 1913 je imel številko 19, tretji Peugeotov dirkač, Victor Rigal, pa 32. Mercedesovi dirkači so imeli naslednje številke, Max Sailer 14, Christian Lautenschlager 28, Otto Salzer 39, Louis Wagner 40 in Theodore Pilette 41.
Že pred štartom je bil v težavah Pilette zaradi okvare menjalnika. Uspel je štartati, toda po uri dirkanja je moral odstopiti. Že kmalu se je dirka razvila v boj med Peugeotom in Mercedesom oziroma Francijo in Nemčijo. Že kmalu je Boillota uspel prehiteti Sailer, ki je štartal dve minuti za njim. Zaradi tega je Boillot, ki je veljal za arogantnega dirkača in na domači dirki ni mogel trpeti takega ponižanja, pospešil za Sailerjem. Pogosto je omenjeno, da je bil Sailer žrtveno jagnje v Mercedesovi strategiji za zmagi, toda verjetneje je, da je Sailer zaradi neizkušenosti začel prehitro. Ne glede na razlog, je Boillot pet krogov lovil Sailerja, ko je postalo jasno, da je Peugeotovo moštvo naredilo napako pri izbiri pnevmatik. Ob tem je dolg rep dirkalnika z dvema težkima rezervnima kolesoma slabo vplival na vodljivost Peugeotovih dirkalnikov. V petem krogu je moral Sailer po tem, ko je postavil rekord steze s časom 20:06,0 in vodil s prednostjo dveh minut in pol, odstopiti zaradi okvare vzmetenja, s tem je vodstvo prevzel Boillot, ki sta mu sledila Lautenschlager in Wagner, ostali Peugeotovi dirkači pa so se vbadali s težavami.
Boillot je s hitrim dirkanjem uspel zadržati vodstvo v naslednjih dvanajstih krogih, kljub več postankom v boksih za menjavo pnevmatik. Lautenschlagerjev postanek v enajstem krogu se je izjalovil kljub skrbnem treniranju postankov, izgubil je tri minute. Zdaj je začel loviti vodilnega Wagner, ki je povišal svoj tempo, zato je moral Boillot še vedno dirkati na polno. V petnajstem krogu je moral Wagner zaradi preveč obrabljenih pnevmatik opraviti dodaten postanek v boksih. Toda Boillotov motor ni več zdržal hitrega tempa in v osemnajstem krogu je Lautenschlager prehitel Boillota za vodstvo, Peugeotov dirkač pa je odstopil prav v zadnjem krogu. S tem so Mercedesovi dirkači osvojili trojno zmago, Lautenschlager pred Wagnerjem in Salzerjem, na tribunah pa je zavladala smrtna tišina.

### Po dirki
Po tem, ko je bil zmagovalni dirkalnik razstavljen v Berlinu, je bil poslan še v London, kamor je prišel ravno ob začetku Prve svetovne vojne. Na pobudo Bentleya so motor dirkalnika skrbno preučili in podobnega že kmalu uporabili za britanska letala pod znamko Rolls Royce. Po vojni se je Bentley za svoj prvi dirkalnik v več podrobnostih zgledoval po zaseženem Mercedesu. Lautenschlagerjev dirkalnik je bil po vojni prodan, z njim je v začetku dvajsetih let nastopal grof Louis Zborowski na dirkališču Brooklands. V začetku sedemdesetih let je bil dirkalnik obnovljen. Drug Mercedesov dirkalnik s te dirke je končal v ZDA, kjer je z njim nastopal Ralph de Palma, tretji bil obarvan rdeče, z njim pa je nastopal Giulio Masetti na dirki Targa Florio v dvajsetih letih. Lautenschlager ni nikoli več dirkal, umrl je leta 1954, Boillot pa 12. aprila 1916 v letalski bitki nad Verdunom.

## Rezultati

### Dirka
| Poz | Št | Dirkač                   | Moštvo                         | Dirkalnik       | Krogi | Čas/Odstop |
| --- | -- | ------------------------ | ------------------------------ | --------------- | ----- | ---------- |
| 1   | 28 | Christian Lautenschlager | Daimler AG                     | Mercedes GP     | 20    | 7:08:18.4  |
| 2   | 40 | Louis Wagner             | Daimler AG                     | Mercedes GP     | 20    | 7:09:54.2  |
| 3   | 39 | Otto Salzer              | Daimler AG                     | Mercedes GP     | 20    | 7:13:15.8  |
| 4   | 19 | Jules Goux               | SA des Autos et Cycles Peugeot | Peugeot EX5     | 20    | 7:17:47.2  |
| 5   | 24 | Dario Resta              | Sunbeam                        | Sunbeam         | 20    | 7:27:18.4  |
| 6   | 17 | Dragutin Esser           | Privatnik                      | Nagant          | 20    | 7:40:28.2  |
| 7   | 32 | Victor Rigal             | SA des Autos et Cycles Peugeot | Peugeot EX5     | 20    | 7:44:28.2  |
| 8   | 35 | Arthur Duray             | Automobiles Delage             | Delage S        | 20    | 7:51:32.0  |
| 9   | 6  | René Champoiseau         | Privatnik                      | Theo Schneider  | 20    | 8:06:51.6  |
| 10  | 2  | Carl Jörns               | Opel AG                        | Opel            | 20    | 8:17:09.6  |
| 11  | 27 | Antonio Fagnano          | Fiat SpA                       | Fiat S74        | 20    | 8:26:11.2  |
| Ods | 5  | Georges Boillot          | SA des Autos et Cycles Peugeot | Peugeot EX5     | 19    | Motor      |
| Ods | 23 | Albert Guyot             | Automobiles Delage             | Delage S        | 18    | Motor      |
| Ods | 22 | Jean Porporato           | Privatnik                      | Nazzaro GP      | 18    | Motor      |
| Ods | 3  | Leon Elskamp             | Privatnik                      | Pic-Pic         | 18    | Sklopka    |
| Ods | 11 | Tournier                 | Privatnik                      | Nagant          | 18    | Trčenje    |
| Ods | 9  | Paul Bablot              | Automobiles Delage             | Delage S        | 16    | Motor      |
| Ods | 16 | Emile Erndtmann          | Opel AG                        | Opel            | 12    | Menjalnik  |
| Ods | 30 | Franz Breckheimer        | Opel AG                        | Opel            | 12    | Hladilnik  |
| Ods | 10 | Jean Chassagne           | Sunbeam                        | Sunbeam         | 12    |            |
| Ods | 1  | Ferenc Szisz             | Privatnik                      | Alda            | 11    | Trčenje    |
| Ods | 13 | Alessandro Cagno         | Fiat SpA                       | Fiat S74        | 10    | Ventil     |
| Ods | 15 | Piero Pietro             | Privatnik                      | Alda            | 10    | Bat        |
| Ods | 36 | Kenelm Lee Guinness      | Sunbeam                        | Sunbeam         | 9     | Motor      |
| Ods | 34 | de Moraes                | Privatnik                      | Nazzaro GP      | 8     | Motor      |
| Ods | 20 | Fernand Gabriel          | Privatnik                      | Theo Schneider  | 8     | Motor      |
| Ods | 33 | Juvanon                  | Privatnik                      | Theo Schneider  | 8     | Motor      |
| Ods | 25 | Thomas Clarke            | Privatnik                      | Pic-Pic         | 8     | Kolo       |
| Ods | 38 | Jack Scales              | Fiat SpA                       | Fiat S74        | 7     | Menjalnik  |
| Ods | 29 | Maurice Tabuteau         | Privatnik                      | Alda            | 7     | Trčenje    |
| Ods | 18 | Ralph de Palma           | Privatnik                      | Vauxhall        | 7     | Menjalnik  |
| Ods | 14 | Max Sailer               | Daimler AG                     | Mercedes GP     | 5     | Vzmetenje  |
| Ods | 8  | Felice Nazzaro           | Privatnik                      | Nazzaro GP      | 3     | Motor      |
| Ods | 41 | Theodore Pilette         | Daimler AG                     | Mercedes GP     | 3     |            |
| Ods | 31 | W. Watson                | Privatnik                      | Vauxhall        | 2     | Uplinjač   |
| Ods | 4  | John Hancock             | Privatnik                      | Vauxhall        | 1     | Motor      |
| Ods | 26 | Meo Constantini          | Privatnik                      | Aquila Italiana | 1     | Motor      |